# 145 (číslo)
Sto čtyřicet pět je přirozené číslo. Následuje po číslu sto čtyřicet čtyři a předchází číslu sto čtyřicet šest. Řadová číslovka je stočtyřicátýpátý nebo stopětačtyřicátý. Římskými číslicemi se zapisuje CXLV.

## Matematika
Sto čtyřicet pět je
- nešťastné číslo.
- nepříznivé číslo.

- pětiúhelníkové číslo

- součet tří faktoriálů ({\displaystyle 145=1!+4!+5!})

## Chemie
- 145 je neutronové číslo třetího nejstabilnějšího izotopu plutonia a nukleonové číslo pátého nejběžnějšího izotopu neodymu.[1]

## Doprava
- Silnice II/145 je česká silnice II. třídy na trase Petrovice u Sušice – Hartmanice – Kašperské Hory – Stachy – Zdíkov – Vimperk – Husinec – Netolice – Češnovice.[2]
- Index KOV vozu Aee145 ČD

## Roky
- 145
- 145 př. n. l.